# Llista d'asteroides/80901–81000
| Nom     | Designació provisional | Data de descobriment | Lloc de descobriment | Descobridor/s |
| ------- | ---------------------- | -------------------- | -------------------- | ------------- |
| 80901 - | 2000 DY55              | 29 de febrer, 2000   | Socorro              | LINEAR        |
| 80902 - | 2000 DA56              | 29 de febrer, 2000   | Socorro              | LINEAR        |
| 80903 - | 2000 DD56              | 29 de febrer, 2000   | Socorro              | LINEAR        |
| 80904 - | 2000 DO56              | 29 de febrer, 2000   | Socorro              | LINEAR        |
| 80905 - | 2000 DC58              | 29 de febrer, 2000   | Socorro              | LINEAR        |
| 80906 - | 2000 DK58              | 29 de febrer, 2000   | Socorro              | LINEAR        |
| 80907 - | 2000 DS58              | 29 de febrer, 2000   | Socorro              | LINEAR        |
| 80908 - | 2000 DF59              | 29 de febrer, 2000   | Socorro              | LINEAR        |
| 80909 - | 2000 DL59              | 29 de febrer, 2000   | Socorro              | LINEAR        |
| 80910 - | 2000 DL60              | 29 de febrer, 2000   | Socorro              | LINEAR        |
| 80911 - | 2000 DT60              | 29 de febrer, 2000   | Socorro              | LINEAR        |
| 80912 - | 2000 DA62              | 29 de febrer, 2000   | Socorro              | LINEAR        |
| 80913 - | 2000 DK62              | 29 de febrer, 2000   | Socorro              | LINEAR        |
| 80914 - | 2000 DE63              | 29 de febrer, 2000   | Socorro              | LINEAR        |
| 80915 - | 2000 DK63              | 29 de febrer, 2000   | Socorro              | LINEAR        |
| 80916 - | 2000 DF65              | 29 de febrer, 2000   | Socorro              | LINEAR        |
| 80917 - | 2000 DN67              | 29 de febrer, 2000   | Socorro              | LINEAR        |
| 80918 - | 2000 DY67              | 29 de febrer, 2000   | Socorro              | LINEAR        |
| 80919 - | 2000 DG68              | 29 de febrer, 2000   | Socorro              | LINEAR        |
| 80920 - | 2000 DV69              | 29 de febrer, 2000   | Socorro              | LINEAR        |
| 80921 - | 2000 DA70              | 29 de febrer, 2000   | Socorro              | LINEAR        |
| 80922 - | 2000 DF70              | 29 de febrer, 2000   | Socorro              | LINEAR        |
| 80923 - | 2000 DF73              | 29 de febrer, 2000   | Socorro              | LINEAR        |
| 80924 - | 2000 DJ73              | 29 de febrer, 2000   | Socorro              | LINEAR        |
| 80925 - | 2000 DR73              | 29 de febrer, 2000   | Socorro              | LINEAR        |
| 80926 - | 2000 DG74              | 29 de febrer, 2000   | Socorro              | LINEAR        |
| 80927 - | 2000 DJ74              | 29 de febrer, 2000   | Socorro              | LINEAR        |
| 80928 - | 2000 DL75              | 29 de febrer, 2000   | Socorro              | LINEAR        |
| 80929 - | 2000 DM75              | 29 de febrer, 2000   | Socorro              | LINEAR        |
| 80930 - | 2000 DV75              | 29 de febrer, 2000   | Socorro              | LINEAR        |
| 80931 - | 2000 DX76              | 29 de febrer, 2000   | Socorro              | LINEAR        |
| 80932 - | 2000 DK78              | 29 de febrer, 2000   | Socorro              | LINEAR        |
| 80933 - | 2000 DQ78              | 29 de febrer, 2000   | Socorro              | LINEAR        |
| 80934 - | 2000 DM79              | 28 de febrer, 2000   | Socorro              | LINEAR        |
| 80935 - | 2000 DZ79              | 28 de febrer, 2000   | Socorro              | LINEAR        |
| 80936 - | 2000 DS80              | 28 de febrer, 2000   | Socorro              | LINEAR        |
| 80937 - | 2000 DU80              | 28 de febrer, 2000   | Socorro              | LINEAR        |
| 80938 - | 2000 DA83              | 28 de febrer, 2000   | Socorro              | LINEAR        |
| 80939 - | 2000 DS85              | 29 de febrer, 2000   | Socorro              | LINEAR        |
| 80940 - | 2000 DD86              | 29 de febrer, 2000   | Socorro              | LINEAR        |
| 80941 - | 2000 DN86              | 29 de febrer, 2000   | Socorro              | LINEAR        |
| 80942 - | 2000 DX87              | 29 de febrer, 2000   | Socorro              | LINEAR        |
| 80943 - | 2000 DX89              | 27 de febrer, 2000   | Kitt Peak            | Spacewatch    |
| 80944 - | 2000 DN92              | 27 de febrer, 2000   | Kitt Peak            | Spacewatch    |
| 80945 - | 2000 DN93              | 28 de febrer, 2000   | Socorro              | LINEAR        |
| 80946 - | 2000 DX94              | 28 de febrer, 2000   | Socorro              | LINEAR        |
| 80947 - | 2000 DZ95              | 28 de febrer, 2000   | Socorro              | LINEAR        |
| 80948 - | 2000 DE96              | 29 de febrer, 2000   | Socorro              | LINEAR        |
| 80949 - | 2000 DG96              | 29 de febrer, 2000   | Socorro              | LINEAR        |
| 80950 - | 2000 DJ96              | 29 de febrer, 2000   | Socorro              | LINEAR        |
| 80951 - | 2000 DK96              | 29 de febrer, 2000   | Socorro              | LINEAR        |
| 80952 - | 2000 DF98              | 29 de febrer, 2000   | Socorro              | LINEAR        |
| 80953 - | 2000 DK98              | 29 de febrer, 2000   | Socorro              | LINEAR        |
| 80954 - | 2000 DZ98              | 29 de febrer, 2000   | Socorro              | LINEAR        |
| 80955 - | 2000 DL101             | 29 de febrer, 2000   | Socorro              | LINEAR        |
| 80956 - | 2000 DV101             | 29 de febrer, 2000   | Socorro              | LINEAR        |
| 80957 - | 2000 DL104             | 29 de febrer, 2000   | Socorro              | LINEAR        |
| 80958 - | 2000 DM104             | 29 de febrer, 2000   | Socorro              | LINEAR        |
| 80959 - | 2000 DK105             | 29 de febrer, 2000   | Socorro              | LINEAR        |
| 80960 - | 2000 DE106             | 29 de febrer, 2000   | Socorro              | LINEAR        |
| 80961 - | 2000 DU106             | 29 de febrer, 2000   | Socorro              | LINEAR        |
| 80962 - | 2000 DX107             | 28 de febrer, 2000   | Socorro              | LINEAR        |
| 80963 - | 2000 DZ108             | 29 de febrer, 2000   | Socorro              | LINEAR        |
| 80964 - | 2000 DM109             | 29 de febrer, 2000   | Socorro              | LINEAR        |
| 80965 - | 2000 DE111             | 29 de febrer, 2000   | Socorro              | LINEAR        |
| 80966 - | 2000 DP111             | 29 de febrer, 2000   | Socorro              | LINEAR        |
| 80967 - | 2000 DV111             | 29 de febrer, 2000   | Socorro              | LINEAR        |
| 80968 - | 2000 DK112             | 29 de febrer, 2000   | Socorro              | LINEAR        |
| 80969 - | 2000 DL112             | 29 de febrer, 2000   | Socorro              | LINEAR        |
| 80970 - | 2000 DS112             | 29 de febrer, 2000   | Socorro              | LINEAR        |
| 80971 - | 2000 DX114             | 27 de febrer, 2000   | Kitt Peak            | Spacewatch    |
| 80972 - | 2000 DM116             | 25 de febrer, 2000   | Catalina             | CSS           |
| 80973 - | 2000 EQ                | 3 de març, 2000      | Prescott             | P. G. Comba   |
| 80974 - | 2000 ER                | 3 de març, 2000      | Prescott             | P. G. Comba   |
| 80975 - | 2000 EX1               | 3 de març, 2000      | Socorro              | LINEAR        |
| 80976 - | 2000 EK3               | 3 de març, 2000      | Socorro              | LINEAR        |
| 80977 - | 2000 EE7               | 3 de març, 2000      | Kitt Peak            | Spacewatch    |
| 80978 - | 2000 EG8               | 3 de març, 2000      | Socorro              | LINEAR        |
| 80979 - | 2000 EX8               | 3 de març, 2000      | Socorro              | LINEAR        |
| 80980 - | 2000 EV9               | 3 de març, 2000      | Socorro              | LINEAR        |
| 80981 - | 2000 EK10              | 3 de març, 2000      | Socorro              | LINEAR        |
| 80982 - | 2000 EU12              | 4 de març, 2000      | Socorro              | LINEAR        |
| 80983 - | 2000 EV12              | 4 de març, 2000      | Socorro              | LINEAR        |
| 80984 - | 2000 EO15              | 6 de març, 2000      | Kuma Kogen           | A. Nakamura   |
| 80985 - | 2000 EN16              | 3 de març, 2000      | Socorro              | LINEAR        |
| 80986 - | 2000 EM17              | 4 de març, 2000      | Socorro              | LINEAR        |
| 80987 - | 2000 EN17              | 4 de març, 2000      | Socorro              | LINEAR        |
| 80988 - | 2000 EK19              | 5 de març, 2000      | Socorro              | LINEAR        |
| 80989 - | 2000 EC23              | 3 de març, 2000      | Kitt Peak            | Spacewatch    |
| 80990 - | 2000 ER23              | 8 de març, 2000      | Kitt Peak            | Spacewatch    |
| 80991 - | 2000 ES24              | 8 de març, 2000      | Kitt Peak            | Spacewatch    |
| 80992 - | 2000 EK25              | 8 de març, 2000      | Kitt Peak            | Spacewatch    |
| 80993 - | 2000 EY26              | 7 de març, 2000      | Farpoint             | G. Hug        |
| 80994 - | 2000 ES27              | 4 de març, 2000      | Socorro              | LINEAR        |
| 80995 - | 2000 ED28              | 4 de març, 2000      | Socorro              | LINEAR        |
| 80996 - | 2000 ER28              | 4 de març, 2000      | Socorro              | LINEAR        |
| 80997 - | 2000 EH29              | 5 de març, 2000      | Socorro              | LINEAR        |
| 80998 - | 2000 EJ29              | 5 de març, 2000      | Socorro              | LINEAR        |
| 80999 - | 2000 EZ29              | 5 de març, 2000      | Socorro              | LINEAR        |
| 81000 - | 2000 ED31              | 5 de març, 2000      | Socorro              | LINEAR        |